# 于尔根斯哈根
于尔根斯哈根是德国梅克伦堡-前波美拉尼亚州的一个市镇。总面积42.24平方公里，总人口1113人，其中男性568人，女性545人（2011年12月31日），人口密度26人/平方公里。